# دسته یک
دسته یک (به انگلیسی: Cluster One)، تک آهنگی بیکلام از گروه پراگرسیو راک پینک فلوید است که در سال ۱۹۹۴، به عنوان قطعه آغازین آلبوم "ناقوس جدایی" منتشر شد.
این قطعه هرگز توسط گروه، در کنسرت‌ها و تورها اجرا نشد، هرچند بخش‌هایی از آن در نوار کلاژ صدا قبل از کنسرت سال ۱۹۹۴ پخش شده بود.

## عوامل ساخت
- دیوید گیلمور - گیتار
- نیک ماسون - درام، پرکاشن
- ریچارد رایت - پیانو، سینث سایزر، ارگ Hammond